# Autoridade Eclesial Suprema Provisória no Sul da Rússia
A Autoridade Eclesial Suprema Provisória no Sul da Rússia (em russo:  Временное высшее церковное управление на Юго-Востоке России) foi a a administração temporária da Igreja Russa formada no Conselho Eclesial do Sudeste da Rússia em Stavropol, realizado de 19 a 24 de maio de 1919, por hierarcas que governavam as Eparquias do sul da Rússia, cujos territórios estavam isolados da alta hierarquia da Igreja na Russia pela Guerra Civil, para resolver todas as questões, além da competência espiritual e suprema autoridade militar-civil.
O Conselho tomou as seguintes decisões:
- Criou a Eparquia Rostov e Taganrosa com base no antigo Vicariato de Nadazowski da Eparquia de Yekaterinoslaw;
- Criou a Eparquia de Kuban com base no Vicariato de Kuban da Eparquia de Stavropol;
- Criou a Eparquia de Suchum com base no Vicariato de Suchum da Eparquia do Mar Negro;
- Aprovou a criação da Autoridade Eclesial Suprema Provisória no Sul da Rússia. Votou seu estatuto e deu-lhe direitos de uma Igreja autocéfala, até a restauração da comunicação com o Patriarca Ticônio de Moscou e Toda a Rússia, quando teria que renunciar imediatamente a todos os seus poderes;
- Anunciou que o corpo governante criado cobriria todas as regiões da Rússia, à medida que fossem libertadas pelas Forças Armadas do Sul da Rússia, e sua Sede seria determinada pelo próprio em acordo com o Comandante-em-chefe do Exército Voluntário;
- Deu ao Presidente do Conselho o direito de protestar contra qualquer uma de suas decisões. O Arcebispo do Don, Mitrofan, tornou-se o Presidente, e seu vice, o Arcebispo de Taurida, Dmitri;
- Estabeleceu a composição do Conselho, com 3 bispos, 2 clérigos e 2 leigos (seguindo o exemplo do Conselho Superior Temporário da Igreja da Sibéria, operando nos territórios controlados pelas forças do Almirante Kolchak). Além do presidente e seu vice, o conselho incluía o bispo de Rostov Arseniusz, os padres A. Rożdierzenienski e G. Szawielski, prof. Wierchowski e conde Musin-Pushkin.[1]

A maioria dos membros da Autoridade Eclesial Suprema Provisória no Sul da Rússia (exceto o Arcebispo da Taurida, Dmitri) emigrou da Rússia após a derrota das tropas do General Wrangel na Crimeia. Em novembro de 1920, imediatamente após a evacuação, presididos pelo Metropolita Antônio (Khrapovitski), estabeleceram o Autoridade Eclesial Suprema no Exterior, para organizar a vida espiritual da imigração russa.
A Igreja Ortodoxa Russa fora da Rússia traça sua origem histórica na Autoridade Eclesial Suprema Provisória no Sul da Rússia.

## Galeria

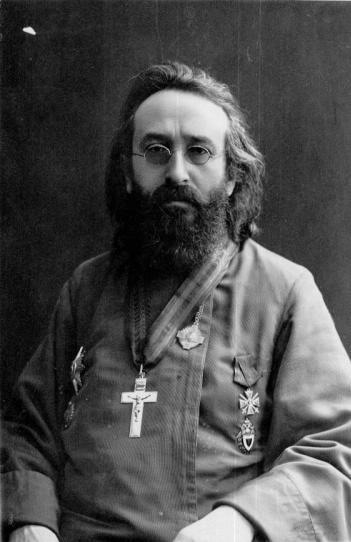
George Shavelski
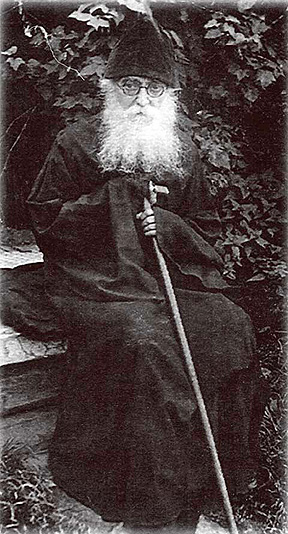
Antônio Abashidze
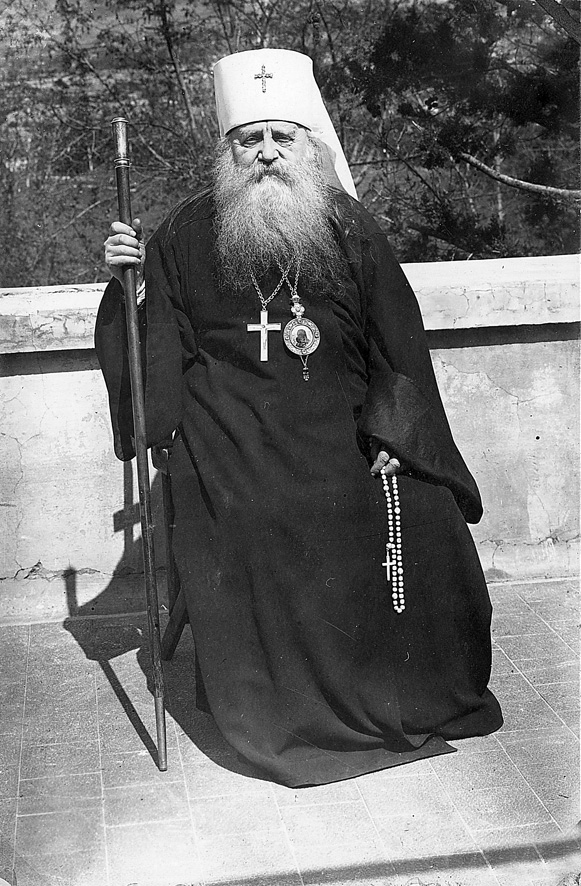
Antonio Khrapovitski
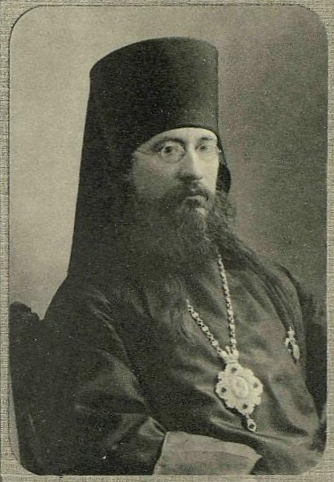
Evlogio Georgievski